# Hannah Neise
Hannah Neise (ur. 26 maja 2000 w Arnsbergu) – niemiecka skeletonistka, mistrzyni olimpijska z Pekinu 2022, mistrzyni świata juniorów.
Mieszka w Schmallenberg.

## Kariera
Na arenie międzynarodowej zadebiutowała w 2014 w Pucharze Europy.
W Pucharze Świata zadebiutowała w sezonie 2020/2021. W 2022 została pierwszą niemiecką mistrzynią olimpijską w skeletonie i drugą najmłodszą zawodniczką w historii po Tristan Gale, która sięgnęła po złoto olimpijskie w tej dyscyplinie.

## Udział w zawodach międzynarodowych
| Impreza                        | Rok  | Gospodarz    | Miejsce |                      |      |       |      |
| ------------------------------ | ---- | ------------ | ------- | -------------------- | ---- | ----- | ---- |
| Impreza                        | Rok  | Gospodarz    | Miejsce | Igrzyska olimpijskie | 2022 | Pekin | 01 ! |
| Mistrzostwa świata             | 2021 | Altenberg    | 7.      |                      |      |       |      |
| Mistrzostwa Europy             | 2021 | Winterberg   | 5.      |                      |      |       |      |
| Mistrzostwa Europy             | 2022 | Sankt Moritz | 4.      |                      |      |       |      |
| Mistrzostwa świata juniorów    | 2017 | Sigulda      | 10.     |                      |      |       |      |
| Mistrzostwa świata juniorów    | 2019 | Königssee    | 7.      |                      |      |       |      |
| Mistrzostwa świata juniorów    | 2020 | Winterberg   | 03 !    |                      |      |       |      |
| Mistrzostwa świata juniorów    | 2021 | Sankt Moritz | 01 !    |                      |      |       |      |
| Igrzyska olimpijskie młodzieży | 2016 | Lillehammer  | 02 !    |                      |      |       |      |